# Cymothoe hyarbitina
Cymothoe hyarbitina är en fjärilsart som beskrevs av Aurivillius 1898. Cymothoe hyarbitina ingår i släktet Cymothoe och familjen praktfjärilar. Inga underarter finns listade i Catalogue of Life.